# Canton d'Azay-le-Rideau
Le canton de Azay-le-Rideau est un ancien canton français situé dans le département d'Indre-et-Loire et la région Centre.

## Composition
Le canton d'Azay-le-Rideau regroupait les communes suivantes :
- Azay-le-Rideau ;
- Bréhémont ;
- Cheillé ;
- La Chapelle-aux-Naux ;
- Lignières-de-Touraine ;
- Rigny-Ussé ;
- Rivarennes ;
- Saché ;
- Saint-Benoît-la-Forêt ;
- Thilouze ;
- Vallères ;
- Villaines-les-Rochers.

## Représentation

### Conseillers d'arrondissement (de 1833 à 1940)
| Période                                  | Période      | Identité                    | Étiquette | Qualité |
| ---------------------------------------- | ------------ | --------------------------- | --------- | --- |
| 1833                                     | 1847 (décès) | Jean René Ferré (1775-1847) |           | Propriétaire, huissier, notaire, maire de Lignières-de-Touraine                                             |
|                                          |              |                             |           | |
| avant 1883                               |              | Eugène Leffet               | Radical   | Ancien officier de marine, maire de Rivarennes, député (1893-1909), Président du Conseil d'arrondissement   |
|                                          |              |                             |           | |
|                                          | 1899 (décès) | André Normand (1833-1899)   |           | Propriétaire à Azay-le-Rideau                                                                               |
| 1899                                     | 1903         | M. Varneau                  |           | |
|                                          |              |                             |           | |
| 1919                                     | 1925         | M. Chartier                 |           | Conseiller municipal d'Azay-le-Rideau                                                                       |
| 1925                                     | 1934         | Edmond Jollit               | Radical   | Vétérinaire à Azay-le-Rideau                                                                                |
| 1934                                     | 1940         | M. Martin                   | PAPF      | Maire de Saché                                                                                              |
| 1940                                     |              |                             |           | Les conseils d'arrondissement ont été suspendus par la loi du 12 octobre 1940 et n'ont jamais été réactivés |
| Les données manquantes sont à compléter. |              |                             |           | |

### Conseillers généraux de 1833 à 2015
| Période | Période          | Identité                                  | Étiquette   | Qualité |
| ------- | ---------------- | ----------------------------------------- | ----------- | --- |
| 1833    | 1842             | Cyr Émery Pigou                           |             | Contrôleur des actes, maire d'Azay-le-Rideau |
| 1842    | 1852             | Hilaire Chesneau                          |             | Maire d'Azay-le-Rideau |
| 1852    | 1859 (décès)     | Jean-Baptiste Dupuy-Bonnemère (1797-1859) |             | Avocat, ancien juge de paix à Azay-le-Rideau |
| 1859    | 1880             | Louis Eugène Torterüe (1812-1895)         | Droite      | Vice-Président du Tribunal civil de Tours Maire d'Azay-le-Rideau |
| 1880    | 1885 (décès)     | Gaëtan Thomas                             | Républicain | Maire de Vallères |
| 1885    | 1904             | Paul Vaissier                             | Rad.        | Négociant, maire d'Azay-le-Rideau |
| 1904    | 1919             | César Auguste Georges Jéhan               | Rad.        | Maire d'Azay-le-Rideau |
| 1919    | 1934             | Lucien Duret                              | Rad.        | Maire de Lignières |
| 1934    | 1940             | Edmond Jollit                             | Rad.        | Vétérinaire Maire d'Azay-le-Rideau, conseiller d'arrondissement Nommé conseiller départemental en 1943                                                                                |
|         |                  |                                           |             | |
| 1945    | 1961             | Edmond Jollit                             | Rad.        | Maire d'Azay-le-Rideau Sénateur (1955-1959) |
| 1961    | 1997 (démission) | Marc Jacquet                              | DVD         | Médecin à Azay-le-Rideau puis Chef de service à l'hôpital de Saint-Benoît-la-Forêt |
| 1997    | 2011             | Marc Pommereau                            | DVD         | Professeur de mathématiques Ancien Maire de Vallères Président du Conseil Général (2001-2008)                                                                                         |
| 2011    | 2015             | Éric Loizon                               | DVD         | Responsable Élevage environnement à la chambre d'agriculture Maire de Thilouze Président de la Communauté de communes Touraine-Vallée de l'Indre Elu en 2015 dans le Canton de Chinon |

## Démographie
| 1962   | 1968   | 1975   | 1982   | 1990   | 1999   | 2006   | 2011   | 2012   |
| ------ | ------ | ------ | ------ | ------ | ------ | ------ | ------ | ------ |
| 10 398 | 10 530 | 11 443 | 11 668 | 12 074 | 12 342 | 13 732 | 15 170 | 15 255 |